# فرودگاه ادوارد اف. جانسون
فرودگاه ادوارد اف. جانسون (به انگلیسی: Edward F Johnson Airport) یک فرودگاه همگانی بهره‌برداری هوایی است که یک باند فرود چمن دارد و طول باند آن ۶۷۱ متر است. این فرودگاه در کشور ایالات متحده آمریکا قرار دارد و در ارتفاع ۴۴۱ متری از سطح دریا واقع شده است.